# Liste des comtes de Chalon
Pour les articles homonymes, voir Chalon.
Liste des comtes du comté de Chalon (Chalon-sur-Saône en actuelle Saône-et-Loire), appartenant au duché de Bourgogne en Bourgogne-Franche-Comté, au Moyen Âge.

## Comtes de Chalon

### Premiers comtes:VIIIe–XIesiècle
- Adalard, comte de Chalon, mentionné 763/765[1]
- Guérin (835 - 853), comte d'Auvergne, comte de Chalon, d'Autun, de Provence, d'Arles, de Bourgogne et ensuite de Toulouse
- Isembard 853 - 858, comte d'Autun, comte de Chalon, de Mâcon et de Dijon, fils de Guérin
- Humfrid (Onfroi) 858 - 863 (comte d'Autun, de Chalon, de Mâcon et de Dijon)
- Ecchard (~861 - 877), fils de Childebrand III et de sa femme Dunna[2]
- Boson (877 - 880), fils de Bivin de Gorze
- Manassès Ier l'Ancien (v 894 - 918), comte de Langres, d'Atuyer et de Dijon ; comte de Chalon, de Troyes et de Beaune
- Gilbert de Chalon (v 900 - 956), fils de Manassès Ier, comte d'Autun et administrateur du duché de Bourgogne (952-956)
- Lambert de Chalon (v 930 - † 22 février 978), comte de Chalon (avant 956) et vicomte d'Autun (avec le Charolais) - Fils de Robert, vicomte de Dijon et de Ingeltrude[3],[4]. Marié v. 956 avec la comtesse Adélaïde de Vienne (v 932 - v 991).
- Geoffroi Ier Grisegonelle (940 - 987), comte d'Anjou (960 - 987) et comte de Chalon par son deuxième mariage ; veuf d’Adèle de Vermandois (945 - 975), il épouse en effet en secondes noces, courant 978, Adélaïde, veuve (en février 978) du comte Lambert de Chalon[5].
- Hugues Ier de Chalon (987 - 1039), comte de Chalon (v 987 - 1039), évêque d'Auxerre (999), fils de Lambert de Chalon et d'Adélaïde de Vienne.

### Famille des seigneurs de Semur (1039-1079)
- Thibaud de Semur-Chalon († 1065), comte de Chalon de 1039 à 1065 (il succède à son oncle maternel Hugues Ier de Chalon)[6],[7], fils de Geoffroy Ier de Semur-en-Brionnais et de Mathilde, fille de Lambert de Chalon et d'Adélaïde de Vienne.
- Hugues II de Chalon (it) († 1079[8]), comte de Chalon, fils de Thibaut de Semur-Chalon et d'Ermentrude d'Autun. Il est marié vers 1072 avec Constance de Bourgogne (v 1046 - 1093), sans postérité.
- Adélaïde de Chalon (it) (sans dates), sans titre certifié, fille de Thibaut de Semur-Chalon et d'Ermentrude d'Autun, mariée (sans date) avec Guillaume II de Thiers (Thiern) (mort v 1075)[9],[10].

### Famille des seigneurs de Donzy, puis de Vergy (1039-1079)
- Geoffroy II de Donzy († vers 1100), petit-fils de Geoffroy Ier de Semur, sire de Donzy et aussi de Selles et St-Aignan († 1037 ; un frère de Thibaud de Semur-Chalon, et donc un fils de Mathilde de Chalon et Geoffroy Ier de Semur) : Héritier de la deuxième part d' Hugues II de Chalon (it), revendit ladite part à Savaric de Vergy, son oncle paternel (un fils cadet de Geoffroy Ier de Semur), qui lui-même en revendit la moitié à l’Évêque Gautier de sorte que les Évêques de Chalon devinrent propriétaires d'un quart du comté[11],[12]

### Famille des seigneurs de Thiers ou Thiern (1078-1227)
- Guy de Thiers (Thiern) (1050- av. 1113), comte de Chalon (1080-1085), un des quatre fils d'Adélaïde de Chalon et de Guillaume II de Thiers, épouse non identifiée. Il n'hérita que d'une partie du comté de par sa mère[10]. L'héritage du frère d'Adélaide, Hugues II de Chalon (it) ayant été divisé en deux[11].
- Guillaume Ier de Thiers (v 1080 - ap. 1147), comte de Chalon (sans dates), fils de Guy de Thiers et de mère non identifiée - Épouse non identifiée[10] ;
son frère cadet, Guy de Thiern, est sire de Montpensier, dont la fille héritière Agnès de Thiern épouse 1° 1146 Raymond de Bourgogne, et 2° 1160 Humbert IV de Beaujeu).
- Guillaume de Thiers († vers 1166/1174), fils du précédent ;
- Guillaume de Thiers (- 1203), comte de Chalon (sans dates)[13], fils de Guillaume II de Chalon/Thiers et de mère non identifiée, peut-être une dame de Miribel-en-Dombes, que leur fille Alix de Chalon (sœur de Guillaume III) transmet à son 2e époux Ulric V de Bâgé ;
- Béatrice de Thiers/Thiern (it) (1174 - † 1227), comtesse de Chalon (sans dates).
- Jean Ier de Chalon  le Sage ou l'Antique (1190 - † 1267), dit aussi de Bourgogne ou de Salins, fils de la précédente, et d'Étienne II, dernier comte héréditaire de Chalon (1227 - 1237), puis seigneur de Salins.

## Fin du comté de Chalon
Le 5 juin 1237, à Saint-Jean-de-Losne, le dernier comte héréditaire Jean Ier de Chalon  le Sage ou l'Antique échange avec le duc Hugues IV de Bourgogne le comté de Chalon et le comté d'Auxonne (hérités de ses parents et intégrés désormais au duché de Bourgogne, même si le prestigieux nom de Chalon reste attaché à la dynastie issue du comte Jean), contre plusieurs seigneuries comtoises, notammenbt la baronnie de Salins.

### Ouvrages
- Jean-Louis Bazin, Les comtes héréditaires de Chalon-sur-Saône : 880-1237, E. Bertrand - Société d'histoire et d'archéologie de Chalon-sur-Saône, coll. « Mémoires, t.12 », 1911, 169 p..
- Pierre Lévêque, Histoire de Chalon-sur-Saône, Éditions Universitaires de Dijon, coll. « Art et patrimoine », 2005, 313 p. (ISBN 2-915552-37-1, lire en ligne).
- Ernest Petit, Histoire des ducs de Bourgogne de la race capétienne avec des documents inédits et des pièces justificatives, vol. 9, Paris, Lechevalier, 1885-1905.
  - Histoire des ducs de Bourgogne de la race capétienne avec des documents inédits et des pièces justificatives. t. 5, 1894, « Appendice IX. Comtes et sires de Chalon », p. 492-495 + tableaux généalogiques, lire en ligne sur Gallica.